# لکان تاپا
لکان تاپا (انگلیسی: Lakhan Thapa؛ زاده: ۱۸۳۵ – درگذشته: ۱۸۷۷) یک انقلابی نپالی بود که دولت نپال اعلام کرده اولین شهید نپال است. او یک فرمانده انقلابی بود که برای اولین بار در تاریخ در مقابل دولتی که در نپال باسم سلسله رانا (۱۸۴۶–۱۹۵۰) حکومت می‌کرد، ایستادگی کرد. او علیه دیکتاتوری جانگ بهادر رانا شورید. در این راه از پشتیبانی و حمایت دوست نزدیکش جای سینگ چومی برخوردار بود. لکان برنامه سیاسی خود را که عبارت بود از سرنگونی جانگ بهادر رانا و تشکیل دولت و ارتش آزاد تبلیغ می‌کرد.

## قتل‌عام ۱۸۴۶
بعد از قتل مرموز ژنرال گاگان سینگ خاواس قتل‌عام ۱۴ سپتامبر ۱۸۴۶ انجام شد که در نتیجه آن سلسله رانا بقدرت رسید و به مدت ۱۰۴ سال بر کشور حکومت کرد. ملکه سلطنتی می‌خواست بداند که قاتل ژنرال گاگان سینگ کیست. ژنرال ابهیمان سینگ بسنیات که اولین فرمانده یا فرمانده ارشد ارتش نپال بود قاتل را می‌شناخت. جانگ بهادر رانا گلوله‌ای به سینه ژنرال ابهیمان سینگ بسنیات شلیک کرد و ژنرال ابهیمان در حال مرگ فریاد زد که جانگ قاتل گاگان سینگ بود. این قابل فهم است که جانگ بهادر رانا می‌باید کلیه اشراف در خانه سلطنتی یا نقاط دیگر را از از جمله شخصیتهای محلی از جمله لکان تاپا را از بین ببرد تا پایه حکومتش محکم گردد. این حکومت آهنین مردم را در ترس فرو برد.

## مقاومت

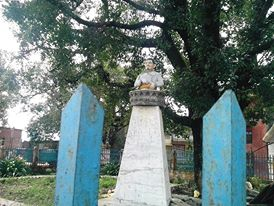
نمادی از لکان تاپا

لکان تاپا ماگار، یک مرد شجاع نتوانست این را تحمل کند. او تعدادی از جوانان را از جمله غیرنظامیان از محله خودش را سازماندهی کرد و شروع به اعتراض علیه حکومت کرد. جانگ بهادر رانا به این موضوع پی برد و ارتش خود را به گورخا اعزام کرد. ارتش او را دستگیر و با رفیقش آجای سینگ چومی حلق‌آویز کرد. برخی تاریخدانان نوشته‌اند که همراه با لکان ۵۰ نفر از جوانان نیز به همراه لکان بدار آویخته شدند. اما یکی از اعقاب جانگ بهادر رانا شهادت لکان تاپا را رد می‌کند. در حالیکه تاریخدانان مشهور نپال حلق‌آویز شدن لکان تاپا را تأیید کرده‌اند.

## حکومت دیکتاتوری
بقدرت رسیدن جانگ بهادر رانا با قتل‌عام وحشیانه اشراف نپال صورت گرفت. قتل‌عام شروع روزهای سیاه تاریخ نپال بود. جانگ بهادر رانا یک حاکم بی‌رحم بود. در تصور نمی‌آید که چنین حاکم ظالمی که با توطئه و براه انداختن حمام خون به قدرت رسیده باشد مخالفان خود را باین شدت سرکوب کند. یک تاریخدان دیگر و سپس مدیر عامل بخش دولت نپال نوشته‌اند که حکومت جانگ بهادر رانا به آخر خط رسیده و مردم این کشور فوق‌العاده رنج کشیده‌اند؛ و این بود که تاپا ماگار شروع به سازماندهی مردم علیه دولت کرد. او تعدادی از غیرنظامیان را وارد تشکیلات خود کرد، تاپا ماگار شورش خود را از بونکوت، کاهول بهانگار در گورخا آغاز کرد. مردم بشدت از جنبش تاپا ماگار حمایت کردند. سازمان او افت و خیزهایی داشت. همزمان به سرویس مخفی دولت خبر خیزش علیه حکومت رانا رسید. این اولین حرکت سیاسی علیه یک حکومت نپالی استبدادی، فاسد و بشدت غیر مردمی که اصولاً علیه منافع عامه مردم بود، شمرده شد.

## دستگیری
جانگ بهادر رانا فکر می‌کرد که او باید این شورش را سرکوب کند وگرنه آینده‌ای نخواهد داشت؛ لذا ارتش خود را برای سرکوب شورشیان اعزام کرد. هنگامیکه لکان تاپا ماگار همراه ۷ تن دیگر از رفقایش در یک محل مخفی جلسه داشتند ارتش دولتی به آنجا حمله برد و همه آن‌ها را دستگیر کرد. ارتش در تحقیقات خود به ۶۰ تفنگ و سلاحها و مهمات دیگر دست یافت. تاپا ماگار و دیگر دستگیرشدگان همراه سلاح و مهمات کشف شده به کاتماندو اعزام شدند.

## اعدام
جانگ بهادر برای اینکه آن‌ها را از سر راه حکومت بردارد، دستور حلق‌آویز کردن آن‌ها را صادر کرد. در ۲۷ فوریه ۱۸۷۷ تاپا ماگار را در مقابل خانه‌اش در بونگ‌کوت و سایر دستگیرشدگان را در نزدیک مقبره مانوکامانا بدار آویختند.
خانواده او پس از این واقعه از گورخا فرار کردند و در رومجاتار شرق نپال پناهنده شدند پس از مدتی به دارجلینگ در هندوستان نقل مکان کردند.